# 阿爾弗雷多·帕拉西奧
路易斯·阿爾弗雷多·帕拉西奧·冈萨雷斯（西班牙語：Luis Alfredo Palacio González；1939年1月22日—2025年5月22日），厄瓜多爾前總統。
帕拉西奧曾經為一名專業醫師，精通心臟學。其父曾为厄瓜多尔共产党主要领导人。他早年在出生地瓜亚基尔讀書，及後到美國俄亥俄州及密蘇里州留學及實習，回國後在瓜亚基尔大學醫學院擔任心臟學及公眾衛生講師。1994-1996年任卫生部长，1980年起任厄心脏外科研究所所长。
在2002年的總統大選中，帕拉西奧為古鐵雷斯的競選夥伴。在拉票活動中，古鐵雷斯常穿著軍隊制服宣傳，而帕拉西奧則穿手術袍。
2003年1月15日—2005年4月20日，任副總統。在厄瓜多尔议会罷免盧西奧·古鐵雷斯的總統職務後，帕拉西奧隨即宣誓就任新總統。
在帕拉西奧出任總統後，其首要政綱之一為舉行制憲會議去修訂1988年的國家憲法。

## 外部連結
- 厄瓜多尔总统何以被赶下台？ (人民网) （页面存档备份，存于）
- 厄瓜多爾新總統宣誓就職 (多維新聞) （页面存档备份，存于）

| 前任： 卢西奥·古铁雷斯 | 厄瓜多尔总统 2005年-2007年 | 繼任： 拉斐尔·科雷亚 |